# Yoga Chudamani Upanishad
Yoga Chudamani Upanishad ou Yoga Cūḍāmaṇi Upaniṣad est une des vingt upaniṣad appartenant au groupe des Yoga Upaniṣad. Le canon Muktikā l'associe au  Sāmaveda.